# Listă de limbi creole
Majoritatea limbilor creole au evoluat din pidginuri, limbi mixte formate de regulă între două limbi, eventual cu elemente și din altele. Alte limbi creole, mult mai puține, s-au format din sabiruri, alcătuite pe baza mai multor limbi.
Limbi creole (denumirea proprie în cursive):
- limbi creole din pidginuri:

- cu suprastrat o limbă europeană:

- romanică:

- franceză:

- din Brazilia (lanc-patuá);
- din Chagos;
- din Dominica (kweyol);
- din Grenada;
- din Guyana Franceză;
- din Haiti;
- din Louisiana;
- din Mauritius (morisyen);
- din Noua Caledonie (tayo);
- din Réunion;
- din Rodrigues;
- din Saint-Barthélemy;
- din Seychelles;
- din Sfânta Lucia;
- din Trinidad și Tobago;

- portugheză:

- din Capul Verde (kriolu);
- din China (Macao);
- din Gambia;
- din Guineea-Bissau;
- din Guineea Ecuatorială (fa d'ambu);
- din India (Goa);
- din Malaysia și Singapore (papia kristang);
- din São Tomé și Príncipe:

- angolar;
- forro;

- din Senegal;
- din Sri Lanka;

- spaniolă:

- din Aruba, Bonaire și Curaçao (papiamento) – considerată și portugheză;
- din Columbia (palenquero);
- din Filipine:

- caviteño;
- chabacano, chavacano sau zamboangueño;
- davaueño;

- italiană: din Eritrea;

- germanică:

- engleză:

- din Anguilla;
- din Antigua;
- din Australia:

- de pe podișul Kimberley și din Teritoriul de Nord (kriol);
- de pe insulele din strâmtoarea Torres și din peninsula Cape-York;

- din Bahamas;
- din Barbados (bajan);
- din Belize (bileez kriol);
- din Camerun;
- din Columbia:

- anglo-jamaicană;
- din San Andrés;

- din Costa Rica (mekatelyu);
- din Gambia (aku);
- din Ghana;
- din Guyana;
- din Guineea Ecuatorială;
- din Hawaii;
- din Insulele Virgine Americane;
- din Insulele Virgine Britanice;
- din Jamaica;
- din Liberia;
- din Nigeria;
- din Norfolk (norfuk);
- din Papua Noua Guinee (tok pisin);
- din Pitcairn (pitkern);
- din Sea Islands și Carolina de Sud (gullah);
- din Sfântul Cristofor și Nevis;
- din Sfântul Vincențiu;
- din Sierra Leone (krio);
- din Statele Federate ale Microneziei, atolul Sapwuahfik (ngatik);
- din Surinam:

- boni sau aluku;
- matuwari;
- (n)djuka;
- saramaccan;
- sranan;

- din Trinidad și Tobago;
- din Vanuatu (bislama);

- germană: unserdeutsch din Papua Noua Guinee (pe cale de dispariție);
- olandeză:

- din Guyana:

- berbice (dispărută);
- skepi (dispărută);

- din Indonezia:

- javindo (cu număr necunoscut de vorbitori);
- petjoh sau pecok (cu număr necunoscut de vorbitori);

- din Insulele Virgine Americane (negerhollands) (dispărută);
- din S.U.A.:

- Albany Dutch (dispărută);
- Jersey Dutch (dispărută);

- cu suprastrat o limbă neeuropeană:

- arabă: nubi din Kenya și Uganda;
- malaieză:

- din Ambon;
- din Kupang;
- din Larantuka;

- motu: hiri motu din Papua Noua Guinee;

- limbi creole din sabiruri:

- afro-seminolă (a metișilor dintre amerindieni seminoli și africani) din S.U.A. (Oklahoma, Texas) și Mexic, bazată pe limbi africane și amerindiene;
- fanagalo din Africa de Sud, bazată pe limbi bantu, în principal zulu;
- kituba din Zair, bazată pe limbi bantu, în principal kikongo;
- michif din Canada și S.U.A., bazată pe limbi amerindiene, cu elemente franceze;
- sango din Republica Centrafricană, bazată pe limbi din subfamilia ngbandi, cu elemente franceze;
- yanito sau llanito din Gibraltar, bazată pe engleză și spaniolă, cu elemente din portugheză, italiană, arabă, malteză, ebraică.